# Pharma-Assistent
Pharma-Assistent EFZ ist in der Schweiz ein Lehrberuf. Die Ausbildung dauert drei Jahre. Der Beruf ist dem Berufsfeld „Verkauf“ zugeordnet.
Der Pharma-Assistent entspricht dem deutschen pharmazeutisch-kaufmännischen Angestellten.

## Geschichte der Ausbildung
Die erste Form der Ausbildung war die der Apothekenhelferinnen (Reglement von 30. Dezember 1961, Aufgehoben). Es folgte die Ausbildung zum Pharma-Assistenten, die vom 22. Juni 1990 bis 31. Dezember 2006 bestand. Seit 1. Januar 2007 gibt es die Ausbildung zum Pharma-Assistenten EFZ.

## Anforderungen
An angehende Pharma-Assistenten werden folgende Anforderungen gestellt. Eine abgeschlossene Volksschullehre der obersten Stufe (mittlere Schulstufe bei sehr guten Leistungen). Die Freude am Beraten und am Kontakt mit Menschen sowie Interesse an naturwissenschaftlichen Zusammenhängen und Gesundheitsfragen. Ebenfalls sollten Interessenten ein hohes Verantwortungs- und Hygienebewusstsein haben sowie mit Verschwiegenheit und Diskretion umgehen können. Auch Teamfähigkeit ist eine wichtige Eigenschaft für Bewerber. Als Eintrittsalter wird 16 Jahre empfohlen.

## Gliederung
Die drei Lernorte sind Betrieb, überbetriebliche Kurse und Berufsfachschule. Die überbetrieblichen Kurse umfassen mindestens 12 und höchstens 15 Tage zu 8 Stunden.
Der Nothelfer-Kurs muss bis zum Qualifikationsverfahren (= Abschlussprüfung) privat absolviert und bezahlt
werden.

### Berufsfachschule
Im ersten Lehrjahr besuchen die Lehrlinge die Berufsfachschule an zwei Tagen die Woche, ab dem zweiten Lehrjahr an einem Tag die Woche. Die Theorie umfasst u. a. Naturlehre, Arzneimittelkunde, Parapharmazie, Betriebsarbeiten, kaufmännische Kenntnisse und Sprachen.

### Qualifikationsverfahren
Das Qualifikationsverfahren (die Lehrabschlussprüfung) besteht aus Prüfungen zu den Qualifikationsbereichen Kompetenzen (Schlussbeurteilung), praktische Arbeit, Berufskenntnisse (schriftlich und mündlich), lokale Landessprache (mündlich und Erfahrungsnote), Fremdsprache (mündlich und Erfahrungsnote) sowie Wirtschaft, Recht und Gesellschaft (Erfahrungsnote).

## Tätigkeiten
Zu den vielfältigen Tätigkeiten gehören u. a. der Verkauf und die individuelle Beratung, Waren einlagern sowie bei Bedarf nachbestellen, Produkte etikettieren, Medikamente auf Rezept ausgeben, die Produktauslage gestalten sowie einfache Rezepturen herstellen.

## Weiterbildungsmöglichkeiten
Pharma-Assistenten können sich zu Pharma-Betriebsassistenten mit eidg. Fachausweis weiterbilden. Ebenfalls möglich ist eine Zweitausbildung in einem verwandten Lehrberuf.
Mit einem höheren Fachschulabschluss ist eine Weiterbildung zum Dipl. Drogisten HF möglich. Mit Fachhochschulreife (Berufsmatur notwendig) ist eine Weiterbildung zum Physiotherapeuten, Ernährungsberater, Lebensmitteltechnologen oder in der Biotechnologie möglich.